# Дейвис, Энн (актриса)
Энн Брэдфорд Дейвис (англ. Ann Bradford Davis; 3 мая 1926, Скенектади, Нью-Йорк — 1 июня 2014, Сан-Антонио, Техас) — американская актриса, известная ролями на телевидении.
Дейвис выиграла две премии «Эмми» в категории за «Лучшую женскую роль второго плана в комедийном телесериале» за роль в ситкоме  «Шоу Бобби Каммингса» . Она также известна по ролям в ситкоме «Семейка Брэди» и нескольких его теле- и кино- сиквелах, таких как «The Brady Bunch Variety Hour», «The Brady Brides» и «The Bradys». В полнометражном фильме 1995 года «Семейка Брэди» актриса сыграла эпизодическую роль водителя грузовика.
9 февраля 1960 года, Дейвис получила собственную звезду на Голливудской «Аллее славы».
Являлась членом Объединённой службы организации досуга войск, совершала гастрольные поездки во Вьетнам, Таиланд и Корею. Одной из последних работ актрисы на телевидении была роль в ситкоме «Правильные вещи» канала NBC и серия коммерческой рекламы с использованием её образа знаменитой экономки.

## Телевидение
- The Bob Cummings Show (153 эпизода, 1955—1959)
- The John Forsythe Show (25 эпизодов, 1965—1966)
- Семейка Брейди (117 эпизодов, 1969—1974)
- The Brady Bunch Variety Hour (9 эпизодов, 1976—1977)